# ویلیام کینگدم کلیفورد
ویلیام کینگدون کلیفورد (انگلیسی: William Kingdon Clifford؛ زاده ۴ مه ۱۸۴۵-درگذشته ۳ مارس ۱۸۷۹) یک دانشمند در زمینه ریاضیات و فلسفه اهل بریتانیا بود.